# Municipio Libertador (Mérida)
Libertador, del estado Mérida, es uno de los más sobresalientes en cuanto a desarrollo económico, población y área dentro de esta entidad andina. Su capital es la ciudad de Mérida, aparte de esta, otros dos poblados menores se ubican dentro del mismo. Forma parte de la llamada Área metropolitana de Mérida junto con los Municipios Campo Elías, Santos Marquina y Sucre del estado Mérida en Venezuela. El municipio debe su nombre en honor al libertador de Venezuela, Simón Bolívar, pues fue en este municipio donde se le concedió dicho calificativo por primera vez, según el INE su población para el año 2023 es de 332 389 habitantes con una superficie de 907 km, convirtiéndose así en el municipio más denso del Estado Mérida con una densidad poblacional de 276 habitantes por km.

## Geografía
El municipio limita por el norte con los municipios Caracciolo Parra Olmedo y Justo Briceño; por el sur con el estado Barinas y el municipio Aricagua, por el este con los municipios Santos Marquina y Rangel y por el oeste con el municipio Campo Elías.

### Fauna y Vegetación
La vegetación del municipio corresponde principalmente a ecosistemas de montaña, caracterizados por su diversidad biológica y condiciones climáticas particulares. Hacia el sur del territorio, dentro de los límites del Parque Nacional Sierra Nevada, se encuentra una extensa zona de selva nublada, considerada uno de los ecosistemas más ricos en biodiversidad del país.
En las zonas de mayor altitud, predomina la vegetación de páramo, donde sobresalen especies adaptadas al frío como los emblemáticos frailejones (Espeletia spp.), que cumplen funciones ecológicas vitales en la regulación hídrica y el equilibrio del ecosistema andino.
En cuanto a la fauna, la región alberga una notable diversidad de aves, muchas de las cuales habitan en la selva nublada. Entre ellas se encuentran especies residentes y migratorias, convirtiendo al municipio en un importante corredor ornitológico dentro del occidente venezolano.

### Organización parroquial
Se encuentra dividido en 15 parroquias, en donde solo las parroquias El Morro y Los Nevados son parroquias no urbanas porque no pertenecen a la ciudad de Mérida.
| Parroquia              | Superficie | Población (2014) | Densidad |
| ---------------------- | ---------- | ---------------- | -------- |
| Antonio Spinetti Dini  |            | 29.155 hab.      |          |
| Arias                  |            | 16.153 hab.      |          |
| Caracciolo Parra Pérez |            | 13.120 hab.      |          |
| Domingo Peña           |            | 19.261 hab.      |          |
| El Llano               |            | 8.231 hab.       |          |
| El Morro               |            | 1.479 hab.       |          |
| Gonzalo Picón Febres   |            | 6.496 hab.       |          |
| Jacinto Plaza          |            | 29.717 hab.      |          |
| Juan Rodríguez Suárez  |            | 13.974 hab.      |          |
| Lasso de la Vega       |            | 15.438 hab.      |          |
| Los Nevados            |            | 516 hab.         |          |
| Mariano Picón Salas    |            | 14.917 hab.      |          |
| Milla                  |            | 19.340 hab.      |          |
| Osuna Rodríguez        |            | 24.003 hab.      |          |
| Sagrario               |            | 5.687 hab.       |          |
| Municipio Libertador   | km²        | hab.             | hab./km² |

## Demografía
La población censada para el año 2014 fue de 217 537 habitantes, de los cuales más del 98% se concentran en la ciudad de Mérida. El 2% restante se distribuye dentro de las localidades de El Morro y Los Nevados dentro de la zona sur del municipio. El porcentaje de la población rural por su parte es estadísticamente despreciable.

## Economía
La actividad económica dentro del municipio se basa primordialmente en el turismo y el sector servicios generados alrededor de la Universidad de Los Andes.

## Transporte
El municipio posee una vasta red de transporte que lo comunica con los municipios vecinos, especialmente con el municipio Campo Elías. Se cuenta además con un terminal nacional de autobuses y un aeropuerto.

## Política y gobierno
El municipio Libertador es regido por un alcalde, electo por espacio de 4 años desde el proceso de descentralización iniciado en el país en 1989, además, cuenta con un consejo municipal, rector de todas las políticas del municipio.
Mérida es la cabecera y sede del gobierno estatal y municipal, ubicándose en la misma tanto el despacho del gobernador como las oficinas de la alcaldía así como la cámara legislativa del estado, las oficinas regionales del poder judicial y electoral. Además, 13 de las 15 prefecturas del municipio Libertador se ubican dentro de la ciudad.
El alcalde actual desde el 2021 es Jesús Araque, del partido oficialista PSUV. 
Dada a la gran concentración estudiantil y la importancia que juega la Universidad de los Andes dentro del desarrollo local, el cargo de Rector universitario es de suma importancia 
Por otro lado, el Rector de la Universidad de Los Andes representa un fuerte pilar en la política merideña y actualmente (2009) es el Ingeniero Mario Bonucci Rossini quien ocupa el cargo.

### Alcaldes
| Período     | Alcalde                 | Partido político / Alianza | % de votos | Notas |
| ----------- | ----------------------- | -------------------------- | ---------- | --- |
| 1989 - 1992 | Fortunato González Crúz |                            | 43,27      | Primer alcalde bajo elecciones directas |
| 1992 - 1995 | Simón Valdez            |                            | 39,31      | Segundo alcalde bajo elecciones directas |
| 1995 - 2000 | Rigoberto Colmenares    |                            | -          | Tercer alcalde bajo elecciones directas (Se realizaron elecciones generales adelantadas en el 2000 debido a la aprobación de la Constitución de 1999)                                               |
| 2000 - 2004 | Carlos Belandria        |                            | 41,39      | Cuarto alcalde bajo elecciones directas y Primer Alcalde electo bajo la Constitución de 1999 |
| 2004 - 2008 | Carlos León             |                            | 54,01      | Quinto alcalde bajo elecciones directas |
| 2008 - 2013 | Léster Rodríguez        |                            | 51,63      | Sexto alcalde bajo elecciones directas (se postergan 1 año las elecciones municipales pautadas para finales del 2012)                                                                               |
| 2013 - 2017 | Carlos García           |                            | 63,82      | Séptimo alcalde bajo elecciones directas (Destituido de su cargo por el TSJ) |
| 2017        | Francisco Melero        |                            | -          | (Alcalde encargado.Designado por el Concejo Municipal de Libertador de Mérida.) (Designado desde el 3 de agosto de 2017 hasta convocarse las elecciones municipales pautadas para finales del 2017) |
| 2017 - 2021 | Alcides Monsalve        |                            | 46,49      | Octavo alcalde bajo elecciones directas (Electo con la tarjeta del MAS, sin embargo, pertenece a AD)                                                                                                |
| 2021 - 2025 | Jesús Araque            |                            | 43,01      | Noveno alcalde bajo elecciones directas |

### Concejo Municipal
Período 1989 - 1992
| Concejales:             | Partido político / Alianza |
| ----------------------- | -------------------------- |
| José Luis Moreno        | COPEI                      |
| Angel Delgado Tamaniz   | COPEI                      |
| Carlos Chuecos Rivero   | COPEI                      |
| Carmelo Antequera Palma | COPEI                      |
| Ramón Alí Contreras     | COPEI                      |
| José Salcedo            | AD                         |
| Jesús Vera Briceño      | AD                         |
| Pedro Paredes           | AD                         |
| Orlando García          | AD                         |
| Marta de Sandía         | AD                         |
| Alberto Alvelo          | MAS                        |

Período 1992 - 1995
| Concejales:        | Partido político / Alianza |
| ------------------ | -------------------------- |
| Omar Patiño        | COPEI                      |
| Gustavo Durán      | COPEI                      |
| Mauro Zambrano     | COPEI                      |
| Ramón Sulbaran     | COPEI                      |
| Pedro Paredes      | AD                         |
| Carlos Belandria   | AD                         |
| Jesús Vera Briceño | AD                         |
| Eliecer Monsalve   | AD                         |
| Carlos Zambrano    | U.V.I                      |

Período 1995 - 2000
| Concejales:           | Partido político / Alianza |
| --------------------- | -------------------------- |
| José Victor Rojas     | AD                         |
| Jorge Volcanes        | AD                         |
| Carlos Belandria      | AD                         |
| Miriam Maldonado      | AD                         |
| Dora Joséfina Cadenas | AD                         |
| Rafael Contreras      | AD                         |
| Omar Montilla         | AD                         |
| Rafael Duran Vivas    | COPEI                      |
| Omar Puentes Molina   | COPEI                      |
| David Cobamubla       | CONVERGENCIA               |
| José Navarro          | U.V.I                      |

Período 2000 - 2005
| Concejales:       | Partido político / Alianza |
| ----------------- | -------------------------- |
| '                 | MVR                        |
| '                 | MVR                        |
| '                 | MVR                        |
| '                 | MVR                        |
| '                 | MVR                        |
| Consuelo de Parra | COPEI                      |
| Azael Molina      | COPEI                      |
| Otilia Sosa       | AD                         |
| Gerardo Molina    | AD                         |

Período 2005 - 2013
| Concejales:        | Partido político / Alianza |
| ------------------ | -------------------------- |
| Lizsardy Prada     | MVR                        |
| Felix Rivas        | MVR                        |
| Felix Barloí       | MVR                        |
| Luz Mayerli Molina | MVR                        |
| Cesar Angulo       | MVR                        |
| Consuelo Fernández | MVR                        |
| Estilita Villegas  | MVR                        |
| Jhonny Meza        | MVR                        |
| Gerardo Molina     | AD                         |

Período 2013 - 2018
| Concejales:       | Partido político / Alianza |
| ----------------- | -------------------------- |
| Leonardo Cerrada  | MUD                        |
| Leonardo Briceño  | MUD                        |
| Alcides Monsalve  | MUD                        |
| Malin Pino        | MUD                        |
| José Luis Vásquez | MUD                        |
| Golfredo Morett   | MUD                        |
| Francisco Meleno  | MUD                        |
| Jesus Araque      | PSUV                       |
| Jhonny Meza       | PSUV                       |

Período 2018 - 2021:
| Concejales:           | Partido político / Alianza |
| --------------------- | -------------------------- |
| Mileidy Vielma        | PSUV                       |
| Mary Arias            | PSUV                       |
| Evelyn Quintero       | PSUV                       |
| Luis Carlos Davila    | PSUV                       |
| Juan Carlos Uzcategui | PSUV                       |
| Javier Araujo         | PSUV                       |
| Greny Uzcategui       | PSUV                       |
| Leonel Matos          | PSUV                       |
| Nohelia Pérez         | PSUV                       |

Período 2021 - 2025
| Concejales:       | Partido político / Alianza |
| ----------------- | -------------------------- |
| Fabiola Anzola    | PSUV                       |
| Mary Apolinario   | PSUV                       |
| José Davila       | PSUV                       |
| Jose Scioscia     | PSUV                       |
| Mary Arias        | PSUV                       |
| José Gregorio Ruz | PSUV                       |
| Evelin Quintero   | PSUV                       |
| Luis Millán       | MUD                        |
| Francisco Ridelis | COPEI                      |